# 蒙西圣母村
蒙西圣母村（法語：Montcy-Notre-Dame，法語發音：[mɔ̃si nɔtʁ dam]）是法国大東部大區阿登省的一个市镇，属于沙勒维尔-梅济耶尔区。

## 地理
蒙西圣母村（49°46'30"N, 4°44'35"E）面积6.13 平方千米，位于法国大東部大區阿登省，该省份为法国北部内陆省份，西接埃纳省，南至马恩省，东临默兹省，北与比利时接壤。
与蒙西圣母村接壤的市镇（或旧市镇、城区）包括：艾格勒蒙、沙勒维尔-梅济耶尔、努宗维尔。

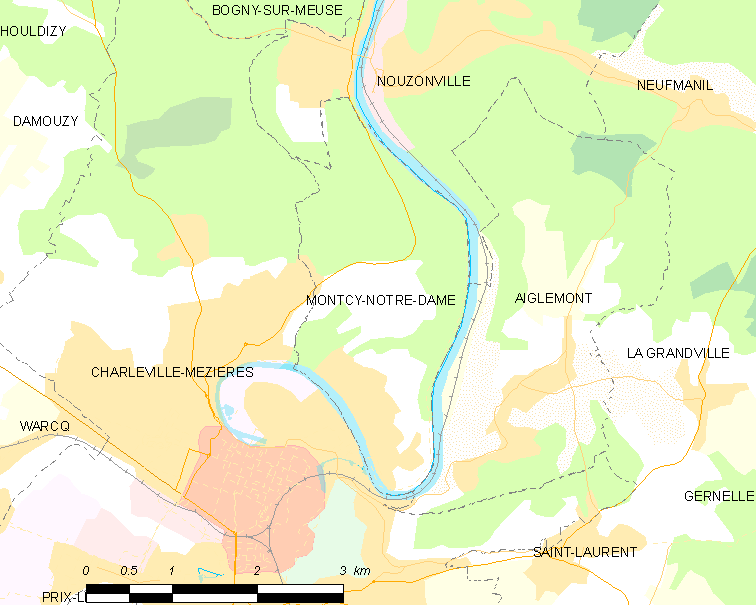
蒙西圣母村的OSM定位图

蒙西圣母村的时区为UTC+01:00、UTC+02:00（夏令时）。

## 行政
蒙西圣母村的邮政编码为08090，INSEE市镇编码为08298。

## 政治
蒙西圣母村所属的省级选区为沙勒维尔-梅济耶尔第三县。

## 人口

1962-2008年间蒙西圣母村人口变化图示

蒙西圣母村于2022年1月1日时的人口数量为1560人。